# Березовка (Вешкаймский район)
Березовка — село в Вешкаймском районе Ульяновской области России. Входит в состав Чуфаровского городского поселения.

## География
Село находится в северо-западной части Ульяновской области, в лесостепной зоне, в пределах Приволжской возвышенности, на правом берегу реки Барыш, вблизи места впадения в неё реки Стемасс, на расстоянии примерно 11 километров (по прямой) к востоку от Вешкаймы, административного центра района. Абсолютная высота — 145 метров над уровнем моря.
Климат
Климат характеризуется как умеренно континентальный, с тёплым летом и умеренно холодной зимой. Средняя температура воздуха самого тёплого месяца (июля) — 20,4 °C (абсолютный максимум — 38 °C); самого холодного (января) — −14 °C (абсолютный минимум — −48 °C). Среднегодовое количество атмосферных осадков составляет 395—521 мм. Снежный покров образуется в конце ноября и держится в течение 128 дней.
Часовой пояс
Село Березовка, как и вся Ульяновская область, находится в часовой зоне МСК+1. Смещение применяемого времени относительно UTC составляет +4:00.

## История
Основана Березовка в конце 17 века, получило своё название от березовой рощи. Село принадлежало барину Иванову. Помещику выделили землю, где был березовый лес, который он вскоре вырубил. 
В 1719 году прихожанами был построен деревянный храм. Престолов в нем два: главный (холодный) во имя Архистратига Божия Михаила и в приделе (теплый) в честь воздвижения Честного и Животворящого Креста Господня. Часовен две: в поле деревянная, построена на церковные средства в 1890 году, а другая, каменная, построена частным лицом в память чудесного спасения Государя Императора Александра III. 
В селе в 1850 г. была основана суконная фабрика, принадлежащая малолетним дворянским детям Ивановым.  
В 1859 году в Березовке числилось 106 дворов с населением 939 человек. А в 1861 году открылась начальная школа. 
В начале сентября 1918 года в Березовке находился штаб первой бригады Симбирской Железной дивизии. В марте 1919 года местные крестьяне участвовали в « чапанском восстании». 
В 1926 г. в Березовке – 267 дворов ( 1383 чел. ) и школа первой ступени. 
В 1931 г. здесь вместе с Березовским выселком насчитывалось 320 дворов с населением 1668 человек. Местный колхоз « 14 лет Октября» в 1950 г. вошел в состав колхоза им. Ворошилова, а в 1957 г. переименован в колхоз « 40 лет Октября».
В годы ВОВ погибло 172 березовца.
В 2002 году в селе Березовка на месте старой открылась новая действующая церковь. 
В селе действует основная общеобразовательная школа, Дом культуры, библиотека, магазин, отделение связи. 

## Население
| 2010 |
| ---- |
| 272  |

Национальный состав
Согласно результатам переписи 2002 года, в национальной структуре населения русские составляли 85 % из 417 чел.